# Pinabacdao
Pinabacdao is een gemeente in de Filipijnse provincie Samar op het gelijknamig eiland Samar. Bij de laatste census in 2007 had de gemeente ruim 14 duizend inwoners.

## Geografie

### Bestuurlijke indeling
Pinabacdao is onderverdeeld in de volgende 24 barangays:
| - Bangon - Barangay I - Barangay II - Botoc - Bugho - Calampong - Canlobo - Catigawan - Dolores - Lale - Lawaan - Laygayon | - Layo - Loctob - Madalunot - Magdawat - Mambog - Manaing - Nabong - Obayan - Pahug - Parasanon - Pelaon - San Isidro |

## Demografie
Pinabacdao had bij de census van 2007 een inwoneraantal van 14.492 mensen. Dit zijn 1.325 mensen (10,1%) meer dan bij de vorige census van 2000. De gemiddelde jaarlijkse groei komt daarmee uit op 1,33%, hetgeen lager is dan het landelijk jaarlijks gemiddelde over deze periode (2,04%). Vergeleken met de census van 1995 is het aantal mensen met 2.902 (25,0%) toegenomen.

De bevolkingsdichtheid van Pinabacdao was ten tijde van de laatste census, met 14.492 inwoners op 183,06 km², 79,2 mensen per km².